# Esercito macedone antigonide
L'esercito macedone antigonide è stato l'esercito di Macedonia nel periodo in cui fu retta dai re antigonidi, dal 276 a.C. al 168 a.C. Fu uno dei più importanti eserciti ellenistici nel mondo greco prima della sconfitta ad opera dei Romani nella battaglia di Pidna, nel 168 a.C. Nonostante ciò, ci fu un ultimo sprazzo nel 150-148 a.C., durante la rivolta guidata da Andrisco, il falso erede di Perseo di Macedonia.
Iniziato negli anni '70 del III secolo a.C. come una piccola forza di mercenari sotto Antigono Gonata, l'esercito antigonide divenne infine la forza principale della Grecia ellenistica, combattendo contro l'Epiro, la Lega achea, Sparta, Atene, Rodi e Pergamo, senza contare le numerose spedizioni contro i Traci ed i Celti che attaccavano la Macedonia da nord.
L'esercito antigonide, come l'esercito macedone di Alessandro Magno prima di lui, si affidava principalmente alla falange macedone, un solido schieramento costituito da soldati armadi di scudo e lunghe lance chiamate sarisse. La maggior parte delle truppe macedoni erano composte da falangiti, che crebbero nel corso degli anni per passare dal terzo ai due terzi delle forze armate. Assieme alla falange l'esercito antigonide ebbe anche corpi di élite come i Peltasti, numerosi cavalieri macedoni e alleati ed un gran numero di altri alleati, ausiliari e mercenari.

## L'esercito sotto Antigono Gonata
Quando Antigono Gonata successe al padre Demetrio I Poliorcete, ereditò anche un piccolo numero di guarnigioni composte da mercenari, disperse per tutta la Grecia. Facendo uso di tali forze riuscì a sconfiggere un esercito celtico invasore a Lisimachia nel 227 a.C. Questo valse ad Antigono il trono di Macedonia, che era vacante dalle invasioni galate del 279 a.C. Quando però Pirro, re dell'Epiro, invase la Macedonia nel 274 a.C., l'esercito di Antigono, dopo le iniziali leggere sconfitte e diserzioni di alcuni uomini, defezionò in massa a favore di Pirro. Ancora una volta Antigono venne lasciato con un modesto gruppo di sostenitori e mercenari. Queste forze, tuttavia, furono di grande aiuto per Sparta quando Pirro decise di assediare la città nel 272 a.C. Poco tempo dopo Pirro fu ucciso grazie ad uno sforzo combinato di Spartani, Argivi e Macedoni. Dopo la sconfitta di Pirro, Antigono poté regnare in Macedonia fino al 239 a.C. Probabilmente in quel lasso di tempo il regno non fu dotato di un esercito permanente, eccetto alcuni mercenari che costituivano la fanteria e la cavalleria dell'agema (le guardie reali). L'esercito era probabilmente formato da una leva di contadini chiamati alle armi quando fosse stato necessario, mentre la maggior parte delle guarnigioni e delle pattuglie era mercenaria. A causa delle finanze dissestate, Antigono fece largo uso di mercenari galati e celtici, che erano meno costosi di quelli greci. I nuovi territori conquistati da Antigono vennero amministrati da uno strategos con poteri militari e, dopo la sua morte, la Grecia fu di nuovo sotto l'egemonia macedone, anche se meno forte di quella esercitata all'epoca di Alessandro Magno, ma la situazione cambiò con i suoi successori.

## L'esercito dal 239 al 168 a.C.
Demetrio II Etolico, padre del futuro Filippo V di Macedonia, regnò per soli dieci anni, ma durante il suo regno combatté numerose volte contro i Traci, i Celti, gli Illiri, la Lega etolica e la Lega achea. Alla sua morte Antigono Dosone divenne reggente per conto del giovane Filippo V. Nel frattempo Sparta, che si stava rafforzando sotto la guida di Cleomene III, attaccò il Peloponneso, e a quel punto Arato di Sicione chiamò in aiuto Antigono III Dosone. La guerra durò dal 224 a.C. al 222 a.C., e terminò nella battaglia di Sellasia, in cui l'esercito macedone, forte di 13.000 soldati e 5.300 mercenari, sconfisse Cleomene.

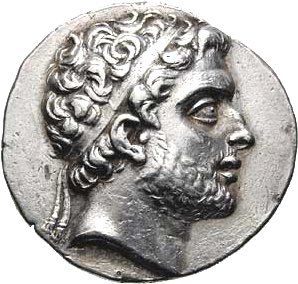
Filippo V di Macedonia

Dopo la morte di Dosone, Filippo salì al trono ed iniziò nuove campagne contro Etolia, Sparta, Elide e si oppose alle invasioni dei Dardani, operazioni che lo tennero occupato dal 220 a.C. al 217 a.C., fornendogli molta esperienza militare. Filippo, alleandosi con Cartagine, intraprese poi una guerra contro Roma nel 214 a.C., durante la quale fu sconfitto, ma senza perdere il trono e i territori conquistati agli Etoli (alleati dei Romani), come stabilito dalla pace di Fenice. Tra il 205 a.C. ed il 200 a.C. Filippo sfruttò il trattato per riorganizzare il sistema di reclutamento dell'esercito, introducendo un nuovo e severo codice militare.
La pace non durò, ed un'alleanza con Antioco III dell'impero seleucide permise a Filippo di mettere piede con l'esercito in Asia minore, evento per il quale Atene, Pergamo e Rodi si allearono con Roma, chiedendone l'intervento. Nel 199 a.C. i Romani avevano inferto alcune sconfitte non decisive ai Macedoni e si erano uniti alle leghe Etolica e Achea. Un esercito guidato da Tito Quinzio Flaminino fu inviato in Grecia e si scontrò con Filippo V nel 198 a.C. nella Valle dell'Aoos, difesa dal re macedone con macchine da lancio e truppe attentamente schierate, provocando pesanti perdite ai Romani. Con un attacco laterale Flaminino cacciò Filippo fino in Tessaglia, dove nel 197 a.C. lo affrontò a Cinocefale, facendo perdere al re 8.000 uomini e catturandone altri 5.000, lasciandogli solo metà delle sue truppe abili a combattere; le schiere macedoni contavano infatti 18.000 fanti, 2.000 cavalieri e 5.500 mercenari.
La disfatta indebolì notevolmente il regno di Macedonia; a causa di tali avvenimenti, il re promosse leggi che facessero aumentare la natalità del regno per avere a disposizione più uomini disponibili in guerra. Incoraggiò la creazione di famiglie numerose e trasferì molti Traci dai territori precedentemente conquistati in Macedonia. Poi, nell'autunno del 187 a.C., Filippo fece spostare parte della popolazione delle città costiere in Peonia settentrionale, facendo insediare i Traci nelle regioni appena liberate dai propri abitanti. Ciò fece sì che la frontiera fosse di nuovo guarnita di Macedoni e che la popolazione del regno ampliato si macedonizzasse. Tra l'altro, i Traci fatti abitare nelle città marittime erano fedeli a Filippo, che così poté anche avere dei sorveglianti nella regione. Furono aperte nuove miniere, le vecchie vennero ampliate e furono aumentate le imposte sui prodotti agricoli e sui diritti di scalo ai porti, per aumentare i fondi del regno.
Queste mosse rafforzarono il regno macedone e, alla morte di Filippo, l'erede Perseo di Macedonia ottenne il regno in buono stato, tanto che durante la terza guerra macedonica ebbe grano sufficiente per l'esercito per dieci anni nella sola Macedonia, abbastanza denaro per pagare 10.000 mercenari per lo stesso periodo ed un esercito completamente ricostituito con abbondanza di armi. Quando Emilio Paolo sconfisse a Pidna Perseo nel 168 a.C., trovò anche il tesoro del regno, che ammontava a 6.000 talenti. L'esercito macedone impiegato durante questa guerra aveva 43.000 uomini, 29.000 dei quali macedoni: la politica demografica di Filippo aveva fruttato 9.000 uomini in più per la leva. La battaglia di Pidna costò tuttavia a Perseo oltre 20.000 soldati morti e 11.000 prigionieri: il regno di Macedonia cadde sotto il dominio romano e il re divenne prigioniero di Roma.

### I codici militari di Amfipoli
All'inizio del II secolo a.C., Filippo V introdusse dei nuovi codici per disciplinare il suo esercito; tali regole, dette "di Amfipoli", prevedevano, tra l'altro, che l'equipaggiamento fosse sempre sotto la responsabilità del soldato: chi non aveva con sé il casco (konos) doveva pagare una multa di due oboli, che diventavano tre per la sarissa ed una dracma per la mancanza dello scudo. Il codice stabiliva anche che la corazza da adottare fosse la leggera ed economica linothorax rispetto al pettorale di bronzo e che fosse obbligatoria solo per gli ufficiali. Erano anche regolati l'organizzazione degli accampamenti.

### Peltasti ed Agema

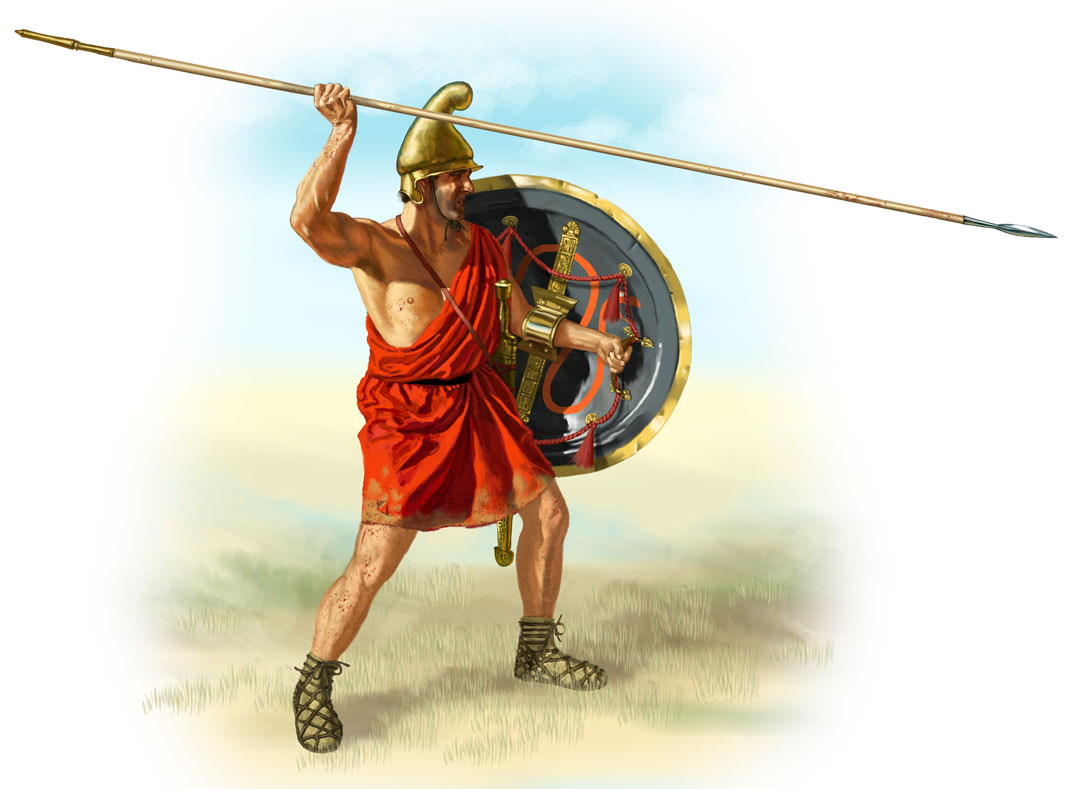
Raffigurazione di un ipaspista.

Come per l'esercito di Alessandro Magno, anche quello degli Antigonidi possedeva un corpo di ipaspisti, chiamati però peltasti. Questa unità costituiva la guardia del re, e condividevano soltanto il nome dei peltasti (fanti armati alla leggera), perché questi erano in realtà una forza di fanteria pesante; potevano combattere regolarmente nelle file dell'esercito tanto quanto compiere imboscate o missioni particolarmente delicate. Un'imboscata riuscita fu quella compiuta in Lincestide contro i Romani, mentre a Cefalonia compirono un duro attacco frontale, sempre contro le legioni. A Pidna il corpo combatté all'interno della falange fino all'ultimo uomo. Probabilmente i peltasti raggiungevano i 5.000 uomini, divisi in cinque chiliarchie, 2.000 dei quali erano particolarmente addestrati e costituivano l'unità chiamata agema.

### Calcaspidi e Leucaspidi
I soldati di origine macedone erano arruolati principalmente dalla piccola nobiltà, come gli uomini di Alessandro, mentre a barbari come i Traci insediati in Macedonia era concessa terra in cambio della partecipazione alle campagne militari. Rispetto all'esercito alessandrio, però, la percentuale di soldati che formavano la falange era decisamente superiore: a Sellasia la falange arrivava al 34% degli uomini, a Cinocefale al 62% e a Pidna al 49%. La falange antigonide era divisa tra i corpi dei Calcaspidi (armati di "scudi in bronzo") e quello dei Leucaspidi (riconoscibili dagli scudi dipinti di bianco); le due divisioni ammontavano forse a 10.000 uomini, e probabilmente i Calcaspidi erano più addestrati, in quanto li si trova più spesso in attività rispetto ai Leucaspidi.

### Cavalleria
La cavalleria rivestiva un ruolo di minor rilievo rispetto a quello che aveva nell'esercito di Alessandro Magno, infatti mentre i cavalieri di Alessandro costituivano la sesta parte dell'esercito, la cavalleria antigonide equivaleva ad un ventesimo del totale dell'esercito. Va comunque tenuto conto che anche la cavalleria di Filippo II di Macedonia, padre di Alessandro, aveva una proporzione simile a quella antigonide, dal momento che Alessandro usò molti cavalieri a causa della vastità dell'impero persiano, in cui doveva muoversi con la massima velocità possibile, necessità inutile per il nuovo esercito di Macedonia. Nella battaglia di Sellasia, Antigono Dosone aveva solo 300 cavalieri, mentre Filippo V aveva a disposizione 2.000 cavalieri macedoni e tessali negli anni '60 del II secolo a.C. Un grande numero di cavalieri era fornito dai Tessali, che rifornirono i Macedoni fino all'inizio del II secolo a.C., epoca in cui i Romani, avendo conquistato la Grecia meridionale, concessero parte della Tessaglia alla Lega Etolica. Perseo V, sempre grazie alla politica del padre, riuscì a radunare un totale di 3.000 cavalieri solo in Macedonia; 300 o 400 di questi cavalieri facevano parte dello squadrone sacro, la guardia del re. Anche nella cavalleria il numero dei mercenari era importante, raggiungendo sempre alcune centinaia di essi. A Pidna Perseo poté contare anche su 1.000 cavalieri traci, inviati dal re degli Odrisi Cotys IV. La cavalleria era posta ai lati della falange, con un'importante funzione di difesa, tuttavia la scarsità dei cavalieri fu sempre il punto debole dell'esercito antigonide, spesso sguarnito alle ali ed esposto agli attacchi di soldati nemici, molto più agili della falange.

## L'esercito di Andrisco
Nel 150 a.C. Andrisco, un mercenario che fingeva di essere Filippo VI, figlio di Perseo, chiese l'aiuto di Demetrio I di Siria, che lo mandò a Roma come prigioniero. Riuscito a fuggire, si rifugiò in Tracia e in seguito, con l'aiuto del re Teres, radunò 200 soldati traci. Con queste piccole forze Andrisco sconfisse gli eserciti degli stati sorti dopo il crollo della Macedonia; l'esercito era composto da peltasti e cavalleria leggera. In seguito alle vittorie, Andrisco si dichiarò re di Macedonia proclamandosi Filippo VI e distrusse l'esercito romano guidato da Publio Iuvenzio. Nel 148 a.C. invase la Tessaglia, dove fu però fermato dalla Lega achea, guidata da Scipione Nasica. Quinto Cecilio Metello Macedonico, poi, sconfisse Andrisco nella seconda battaglia di Pidna a causa della defezione di Teleste, il comandante della cavalleria.

### Fonti
- Livio, Ab Urbe condita
- Polibio, Storie
- Diodoro Siculo, Bibliotheca historica
- Plutarco, Vite parallele (vite di Pirro, Tito Quinzio Flaminino, Cleomene III di Sparta e Lucio Emilio Paolo)

### Studi
- Chaniotis, Angelos (2006), War in the Hellenistic World.
- Cary, M. (1978), A History of the Greek World 323 to 146 BC.
- Connolly, Peter (2006), Greece and Rome at War.
- Errington, R. Malcom (2008), A History of the Hellenistic World 323-30 BC.
- Hammond, N.G.L (1965), The Opening Campaigns and the Battle of the Aoi Stena in the Second Macedonian War, JRS, Vol.56, p. 39-54.
- Hammond, N.G.L (1984), The Battle of Pydna, JHS, Vol.104, p. 31-47.
- Hammond, N.G.L (1988), The Campaign and the Battle of Cynoscephale in 197 BC, JHS, Vol.108, p. 60-82.
- Hammond, N.G.L & Walbank, F.W. (1988), A History of Macedonia: Volume III, 336-167 BC.
- Hammond, N.G.L (1989), The Macedonian State.
- Head, Duncan (1982), Armies of the Macedonian and Punic Wars 359 BC to 146 BC.
- Heckel, Waldemar & Jones, Ryan (2006), Macedonian Warrior.
- Morgan, J.D. (1981), Sellasia Revisited, AJA, Vol.85, No.3, p. 328-330.
- Penrose, Jane (2005), Rome and her Enemies: An Empire created and destroyed by War.
- Sekunda, Nick (1995), Seleucid and Ptolemaic Reformed Armies 168-145 BC (2) The Ptolemaic Army.
- Tarn, W.W. (1913), Antigonos Gonatas.
- Tarn, W.W. (1930), Hellenistic Military and Naval Developments.
- Walbank, F.W. (1940), Philip V of Macedon.
- Walbank, F.W. (1967), A Historical Commentary on Polybius, Volume III.
- Webber, Christopher (2001), The Thracians 700 BC-AD 46.